# Antoni Horrach Moyà
Antoni Horrach Moyà (Palma, 1972) fou el president de la Federació Hotelera de Mallorca des del juliol de 2007 fins al juliol del 2010.
És també director general i administrador únic de l'empresa familiar HM Hotels, vicepresident del Foment del Turisme de Mallorca i membre de l'Associació hotelera de Palma Nova-Magalluf, de l'Associació Hotelera de Palma i l'Agrupació de Cadenes Hoteleres.